# Arte olfativa

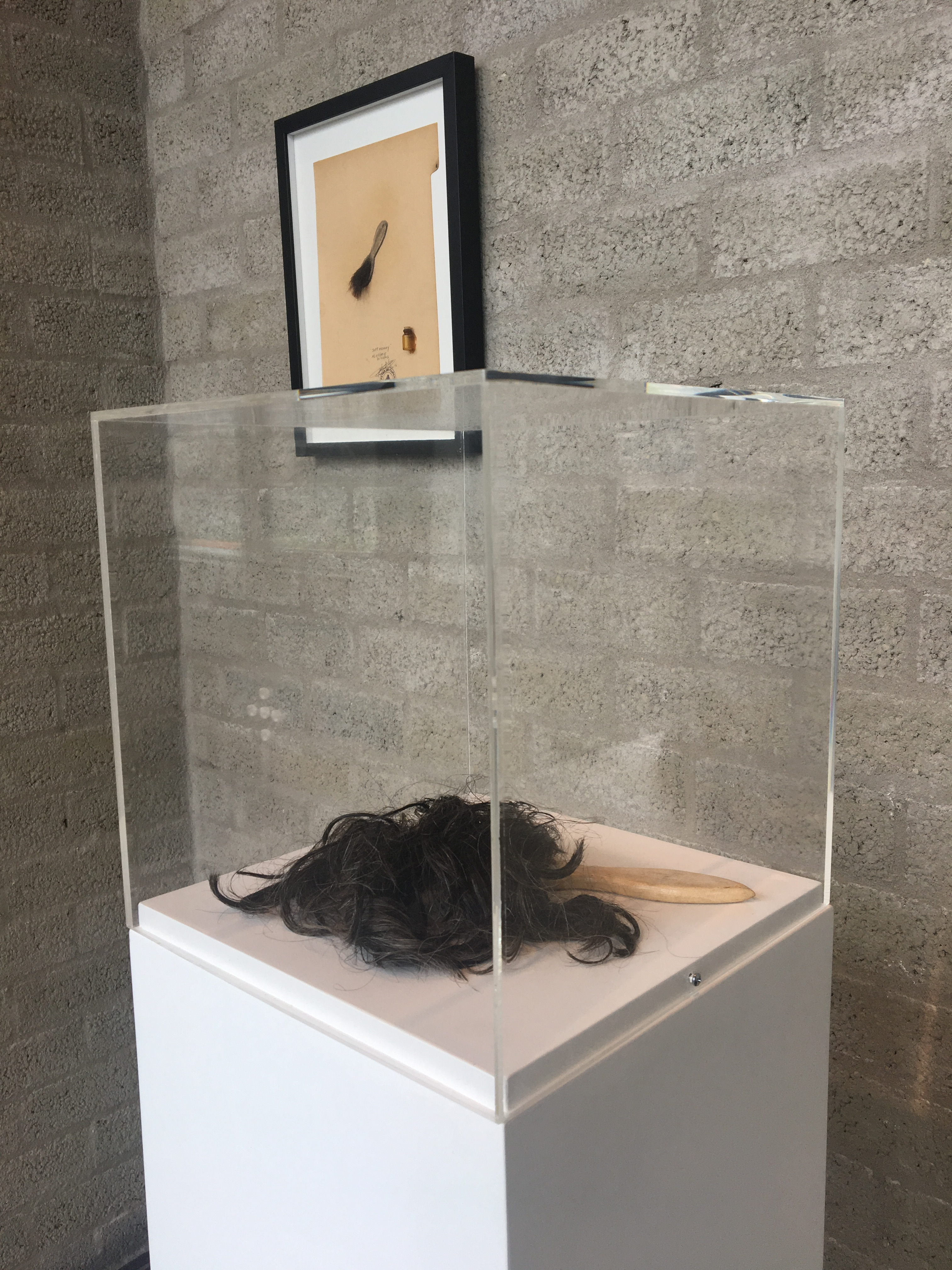
Memória suave - Escova de cabelo com cabelo real que pertenceu aos sobreviventes da Segunda Guerra Mundial e cheiro de pólvora. Arte olfativa de Peter De Cupere

A arte olfativa é uma forma de arte que utiliza cheiros como parte da poética das obras.
O uso de cheiros na arte não é algo novo e existem registros desde 1980.  Todavia, Marcel Duchamp é considerado o pioneira da Arte Olfativa. .

## Exemplos de arte olfativa
Em 1938, o poeta Benjamin Péret torrou café atrás das telas na Exposition Internationale du Surréalisme, orquestrada por Marcel Duchamp. Possivelmente, considerado um dos primeiros exemplos da arte olfativa. (do livro "Salon to Biennial - Exhibitions that Made Art History", Volume 1: 1863-1959 Capa dura – 2 de julho de 2008 por Bruce Altshuler)
Uma série de jogos de xadrez onde as peças só podiam ser distinguidas pelo cheiro foram feitas por Takako Saito em 1965. Spice Chess e Smell Chess contavam com o uso de especiarias ou líquidos perfumados nas peças. Em Spice Chess, o rei preto era perfumado com especiarias e a rainha com pimenta caiena e os bispos pretos com cominho . As peças brancas incluíam peões de canela, torres de noz -moscada, cavaleiros de gengibre e uma rainha branca de anis .
Autorretrato em Perfume, Esboço nº. 1 foi uma exposição de 1994 de Clara Ursitti no Centro de Artes Contemporâneas em Glasgow, Escócia . Consistia em uma pequena sala especialmente construída, equipada com sensores de movimento e sprays de perfume. A historiadora de arte Caro Verbeek, da Vrije Universiteit e do Rijksmuseum Amsterdam, cita este trabalho como um avanço em termos artísticos e tecnológicos.
Green Aria: A Scent Opera foi uma exposição de Christophe Laudamiel no Guggenheim que incorporou mais de duas dúzias de fragrâncias bombeadas através de "microfones perfumados" especiais para 148 lugares, acompanhadas por música. Alguns perfumes pretendiam invocar fragrâncias naturais, enquanto outros eram descritos como "Industrial" ou "Absolute Zero".
Sillage é uma obra de arte pública olfativa contínua de Brian Goeltzenleuchter, na qual o artista pede aos moradores de uma cidade que nomeiem cheiros associados a diferentes regiões da cidade. Ele então traduz as respostas em fragrâncias engarrafadas que representam cada região. O projeto culmina em um evento em um museu de arte durante o qual os visitantes são borrifados com o cheiro de seu bairro e são incentivados a interagir com outras pessoas que cheiram de maneira diferente. O retrato olfativo resultante pretende estimular uma conversa e fornecer uma representação da demografia do museu. Em 2014, o Museu de Arte de Santa Monica (agora Instituto de Arte Contemporânea de Los Angeles ) sediou o projeto. Em 2016, o projeto foi realizado no Walters Art Museum em Baltimore.
LacrimAu foi uma exposição do artista tcheco Federico Díaz em uma exposição em Xangai . Um indivíduo entrava em um cubo de vidro contendo uma lágrima dourada de 30 polegadas de altura. Depois de colocar uma faixa na cabeça, as ondas cerebrais da pessoa eram lidas por sensores, que as traduziriam em um perfume exclusivo. Foi descrito como um "golpe surpresa".

## Artistas
- Pedro de Cupere
- Wolfgang Georgsdorf
- Brian Goeltzenleuchter
- Gayil Nalls
- Sissel Tolaas
- Clara Ursiti
- Maki Ueda
- Guy Bleus
- Karola Braga